# Karl Huck (Maler)
Karl Huck (* 16. März 1876 in Wien; † 4. Juli 1926 ebenda) war ein österreichischer Tiermaler.

## Leben
Karl Huck war Autodidakt. Er lebte in Wien und war von 1907 bis 1912 Mitglied des Hagenbundes. Für sein Ölgemälde Erwachen, das er erstmals 1908 auf der Kaiser-Huldigungsausstellung des Hagenbundes präsentierte, wurde er 1911 auf der Großen Düsseldorfer Kunstausstellung mit der großen goldenen Medaille ausgezeichnet.

## Werk

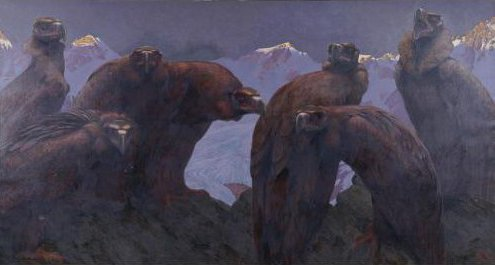
Erwachen (Adler), 1908

Karl Huck war auf Tierdarstellungen spezialisiert und malte vor allem Hochgebirgslandschaften und Raubvögel mit dekorativer Stilisierung und einem Hang zum Phantastischen.
- Fasanenkampf (Wien, Sammlung Schmutz), um 1900, Mischtechnik, 42 cm × 55 cm
- Erwachen (Adler) (Wien, Österreichische Galerie Belvedere, Inv. Nr. 902), 1908, Öl auf Leinwand, 186 cm × 352 cm
- Die Zlatorog-Gams (Innsbruck, Alpenverein-Museum), 1923, Öl auf Leinwand, 200 cm × 205 cm